# Districte de Nové Zámky
El districte de Nové Zámky - (eslovac) Okres Nové Zámky- és un dels 79 districtes d'Eslovàquia. Es troba a la regió de Nitra. Té una superfície de 1.347,06 km², i el 2013 tenia 142.964 habitants i en l'actualitat compta amb una població de 137.000 habitants (2022). La capital és Nové Zámky.

## Demografia
| Godina             | 1994    | 2004    | 2014    | 2024    |
| ------------------ | ------- | ------- | ------- | ------- |
| Nombre de persones | 152.674 | 148.001 | 142.317 | 134.231 |
| Diferència         |         | −3,06%  | −3,84%  | −5,68%  |

| Godina             | 2023    | 2024    |
| ------------------ | ------- | ------- |
| Nombre de persones | 135.003 | 134.231 |
| Diferència         |         | −0,57%  |

## Llista de municipis

### Ciutats
- Nové Zámky
- Štúrovo
- Šurany

### Pobles
Andovce | Bajtava | Bánov | Bardoňovo | Belá | Bešeňov | Bíňa | Branovo | Bruty | Čechy | Černík | Dedinka | Dolný Ohaj | Dubník | Dvory nad Žitavou | Gbelce | Hul | Chľaba | Jasová | Jatov | Kamenica nad Hronom | Kamenín | Kamenný Most | Kmeťovo | Kolta | Komjatice | Komoča | Leľa | Lipová | Ľubá | Malá nad Hronom | Malé Kosihy | Maňa | Michal nad Žitavou | Mojzesovo | Mužla | Nána | Nová Vieska | Obid | Palárikovo | Pavlová | Podhájska | Pozba | Radava | Rastislavice | Rúbaň | Salka | Semerovo | Sikenička | Strekov | Svodín | Šarkan | Trávnica | Tvrdošovce | Úľany nad Žitavou | Veľké Lovce | Veľký Kýr | Vlkas | Zemné